# Nico Blom (musicus)
Nico Blom (Gorinchem, 31 juli 1964) is een Nederlands organist, componist en koordirigent.

## Biografie
Blom kreeg zijn eerste muzieklessen op vijfjarige leeftijd. Na elf jaar muziekonderricht aan de Streekmuziekschool Gorinchem startte hij op achttienjarige leeftijd zijn studie aan het Rotterdams Conservatorium, waar hij in 1989 zijn einddiploma Orgel behaalde. Tot zijn docenten behoorden André Verwoerd en Bernard Winsemius. Ook studeerde hij enige tijd koor- en orkestdirectie en kerkmuzikale vakken bij onder anderen Barend Schuurman en Arie van Beek. Om zich verder te bekwamen als koordirigent volgde hij diverse malen de vermaarde Kurt Thomas Cursus.
Hij was tweemaal winnaar in de hoogste categorie van het Gorcumse Orgelconcours. Verder werkte hij als vakleerkracht muziek aan het Gymnasium Camphusianum te Gorinchem en als orgeldocent aan de Zeister Muziekschool. Van 1994 tot 2009 was hij dirigent van het dameskoor en de gemengde zangvereniging Hosanna te Boskoop. Het Christelijk gemengd koor Soli Deo Gloria uit Herwijnen heeft van 1992-1999 onder zijn leiding gestaan. Blom is hoofdorganist van de protestantse Johanneskerk in Gorinchem en is hulporganist in de Protestantse Grote Kerk  aldaar. Daarnaast was hij jarenlang als organist verbonden aan de Evangelisch-Lutherse Kerk, eveneens in Gorinchem.
Als uitvoerend musicus concerteert hij regelmatig als begeleider of solist in binnen- en buitenland. Hij was als continuospeler op kistorgel of klavecimbel, maar ook als dirigent betrokken bij uitvoeringen van grote oratoriumwerken zoals de Messiah van Handel, het Requiem van Fauré of het Weihnachtsoratorium en de Johannes-Passion van Bach en het Gloria van Vivaldi. Ook werkte hij mee aan de Nederlandse première van het werk The Spirit of the World van Benjamin Britten. Bij deze concerten werd regelmatig medewerking verleend door professionele begeleidingsorkesten, zoals het Dordts Kamerorkest, het Randstedelijk Begeleidingsorkest en het Kamerorkest Continuo.
Verder was Blom sinds de oprichting in 1988 de vaste concertorganist van het Stadsknapenkoor Gorcum (opgeheven in 2004). Er zijn enkele opnames op cd's uitgebracht. Met dit koor ondernam hij in 2001 en 2003 concerttournees door Engeland. Tijdens deze reizen gaf hij orgelrecitals in Peterborough en Cambridge. In het najaar van 2002 was hij de solist van het Gorcums Kamer Orkest bij de vertolking van orgelconcerten van Haydn en Handel. In 2005-2006 was Blom als concertorganist verbonden aan Men's Vocal Ensemble "CounTeBas" in Gorinchem, waarmee hij onder andere televisie-uitzendingen realiseerde. In het voorjaar van 2007 werd hij de concertorganist van Kamerkoor Voce Anglica, dat gedirigeerd wordt door Jeroen Bal.
Van 2002 tot 2012 vormde Blom samen met de uit Rusland afkomstige pianiste Olga Malkina het professionele klavierduo Vierhandig, dat zich toelegde op de unieke combinatie van piano en orgel. Naast zijn werkzaamheden als piano- en orgelpedagoog is Blom ook als componist werkzaam. Van zijn hand zijn diverse vocale en instrumentale composities uitgegeven.
Daarnaast is hij als Pianostemmer werkzaam vanuit zijn eigen stempraktijk.    

## Onderscheidingen
- Lid in de Orde van Oranje-Nassau (2020)[1]

## Discografie
- 2002 - orgel-piano-cd Concert in de Grote Kerk te Gorinchem met pianiste Olga Malkina[2]
- 2004 - orgel-piano-cd Un Sospiro met pianiste Olga Malkina als duo Vierhandig[3]
- 2007 - orgel-cd Synesthesia, waarop een bloemlezing van de orgelkunst van de afgelopen vier eeuwen. De opnamen werden gemaakt met het beroemde Hinsz-orgel in de Bovenkerk te Kampen[4]
- 2010 - orgel-piano-cd New Transcriptions on Piano and Organ met pianiste Olga Malkina als duo Vierhandig. De opnamen werden gemaakt in de Buurkerk te Utrecht[5]
- 2019 - orgel-cd Toets en Klepel: Gorcumse vestingklanken uit kerk en toren